# Marie-Agnès Letrouit-Galinou
Marie-Agnès Letrouit-Galinou, née le 16 décembre 1931 à Mayenne,  est une botaniste, mycologue et lichénologue française, qui a révolutionné la compréhension du développement et de la classification des ascomycètes. 

## Biographie
Reçue au Baccalauréat en 1948, elle obtient une licence de sciences naturelles en 1951, à la Faculté des Sciences de Rennes. Elle prépare ensuite un Diplôme d'Études supérieures sur les lichens sous la direction de Henry des Abbayes, soutenu en 1955.   
À partir de 1954, elle est salariée du CNRS, elle rejoint en 1958 le laboratoire de Marius Chadefaud à la Sorbonne. Elle soutient un thèse intitulée Recherches sur l'ontogénie et l'anatomie comparées des apothécies de quelques Discolichens en 1966.      
Elle fait toute sa carrière à l'université Pierre et Marie Curie, chargée de recherche, puis directrice de recherche CNRS jusqu'à sa retraite en 1999.            
Elle a joué un rôle clé dans la création de l'Association Française de Lichénologie en 1976, première vice-présidente et sa deuxième présidente de 1978 à 1980.            

## Travaux scientifiques
Avec André Bellemère, Marie-Claude Janex-Favre et Agnès Parguey-Leduc, elle montre que les connaissances sur le développement et la classification des ascomycètes, proposées par Everett Stanley Luttrell et John Axel Nannfeldt, n'étaient pas fondées. Ils proposent de nouvelles hypothèses  et une nouvelle classification qui seront validées par des études au microscope électronique. La communauté scientifique finit par reconnaître leurs découvertes.            
A la fin de sa carrière, elle s'est intéressée à  la pollution atmosphérique et à son impact sur les lichens.            

## Reconnaissance
La Société botanique de France lui attribue le Prix Gandoger en 1968.    
En 2004, elle reçoit le prix Acharius de l'Association internationale de Lichénologie (International Association for Lichenology) pour l'ensemble de son œuvre.   